# Cámara de Comercio y Producción de Piura
La Cámara de Comercio y Producción de Piura es una institución representativa del sector empresarial de la región de Piura, Perú. Fundada el 26 de abril de 1891 por un grupo de hombres de negocios y vecinos preocupados por los problemas que afectaban a la comunidad en ese momento, la Cámara ha desempeñado un papel crucial en el desarrollo económico y empresarial de la región a lo largo de su historia.

## Historia
La Cámara de Comercio y Producción de Piura fue establecida como respuesta a las consecuencias del Fenómeno de El Niño de 1891, que provocaron la destrucción del puente de madera conocido como "Puente viejo", que conectaba Piura con Castilla. En ese contexto, los miembros del Club Mercantil, una organización que agrupaba a los hombres de negocios locales, decidieron fundar una entidad que representara los intereses de la empresa privada y contribuyera a la solución de los problemas de la época.
En sus primeros años, la Cámara se enfocó principalmente en el comercio y la agricultura, que eran las principales actividades económicas de Piura. En 1918, se reorganizó e incorporó también a la industria, adoptando el nombre de "Cámara de Comercio, Agricultura e Industrias". A lo largo de los años, la Cámara ha evolucionado y se ha adaptado a los cambios en la economía local, ampliando su alcance y abarcando diversos sectores productivos.
En 1965, la Asamblea de la Cámara decidió cambiar su nombre a "Cámara de Comercio, Minería e Industrias", reflejando así la importancia creciente de la minería en la región. Finalmente, en 1975, adoptó su razón social actual, "Cámara de Comercio y Producción", que abarca todos los campos de la economía piurana.

## Contribuciones y actividades
A lo largo de su historia, la Cámara de Comercio y Producción de Piura ha desempeñado un papel fundamental en la promoción del desarrollo económico de la región. Ha trabajado en estrecha colaboración con entidades gubernamentales, organizaciones no gubernamentales y otros actores clave para fomentar un ambiente propicio para los negocios y la inversión en Piura.
La Cámara ha desarrollado una amplia gama de servicios y programas para apoyar a sus miembros y fortalecer el tejido empresarial de la región. Estos incluyen asesoramiento empresarial, capacitación y formación, promoción comercial, facilitación de contactos y networking, investigación y análisis económico, y representación en asuntos relacionados con el comercio y la producción.
Además de su enfoque en el ámbito empresarial, la Cámara de Comercio y Producción de Piura ha promovido la responsabilidad social empresarial y el desarrollo sostenible. Ha fomentado prácticas empresariales éticas, la protección del medio ambiente y la participación en proyectos y programas que buscan mejorar la calidad de vida de la comunidad piurana en general.
La Cámara de Comercio y Producción de Piura ha consolidado su posición como una institución líder y un actor clave en el desarrollo económico y empresarial de la región. A través de su liderazgo y compromiso, ha contribuido significativamente al crecimiento y la prosperidad de Piura, generando empleo, impulsando la inversión y promoviendo un entorno empresarial dinámico y competitivo.